# Utracán (departement)
Utracán is een departement in de Argentijnse provincie La Pampa. Het departement (Spaans: departamento) heeft een oppervlakte van 12.967 km² en telt 14.504 inwoners.

## Plaatsen in departement Utracán
- Ataliva Roca
- Chacharramendi
- Colonia Santa María
- General Acha
- Quehué
- Unanue